# George Spencer-Churchill, al 6-lea Duce de Marlborough

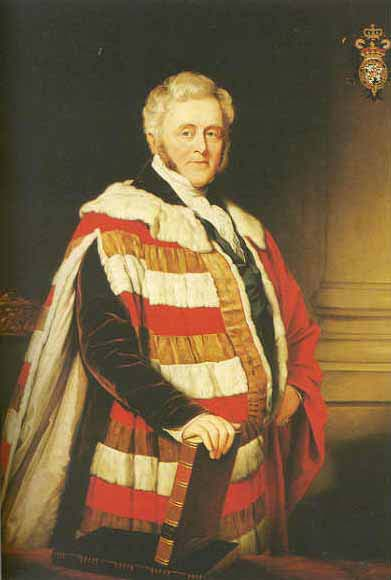
George Spencer-Churchill, al 6-lea Duce de Marlborough

George Spencer-Churchill, al 6-lea Duce de Marlborough (27 decembrie 1793 – 1 iulie 1857), numit Conte de Sunderland până în 1817 și Marchiz de Blandford între 1817 și 1840, a fost nobil britanic. A fost străbunicul lui Sir Winston Churchill, și a servit ca Lord-Locotenent de Oxfordshire între 1842 și 1857.

## Biografie
Numit Conte de Sunderland la naștere, Marlborough s-a născut la Bill Hill, Wokingham, Berkshire și a fost fiul cel mare al lui George Spencer-Churchill, Duce de Marlborough și a soției acestuia, Lady Susan Stewart. A fost educat la Colegiul Eton între 1805 și 1811 și mai târziu la Christ Church, Oxford. 

### Familie

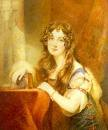
Lady Jane Stewart

Ducele de Marlborough s-a căsătorit prima dată cu verișoara sa primară Lady Jane Stewart, fiica lui George Stewart, al 8-lea Conte de Galloway, la 13 ianuarie 1819. Ei au avut patru copii:
- Lady Louisa Spencer-Churchill (c. 1820–1882), căsătorită cu Robert Spencer, fiu al baronului Francis Spencer; au avut copii.
- John Winston Spencer-Churchill, al 7-lea Duce de Marlborough (1822–1883).
- Lord Alfred Spencer-Churchill (1824–1893), căsătorit cu Harriet Gough-Calthorpe, fiica lui Frederick Gough-Calthorpe, al 4-lea Baron Calthorpe;au avut copii.
- Lord Alan Spencer-Churchill (25 iulie 1825 – 18 aprilie 1873), căsătorit cu Rosalind Dowker.

După decesul primei soții, în octombrie 1844, la vârsta de 46 de ani, el s-a recăsătorit cu Charlotte Augusta Flower, fiica lui Henry Flower, al 4-lea Viconte Ashbrook, la 10 iunie 1846. Au avut doi copii:
- Lord Almeric Athelstan Spencer-Churchill (1847 – 12 decembrie 1856) a murit în copilărie.
- Lady Clementina Augusta Spencer-Churchill (4 mai 1848 – 27 martie 1886) căsătorită cu John Pratt, al 3-lea marchiz Camden; au avut copii.

După decesul celei de-a doua soții, în aprilie 1850, la vârsta de 31 de ani, el s-a căsătorit pentru a treia oară cu verișoara sa primară Jane Francis Clinton Stewart, fiica lui Edward Richard Stewart și nepoată a lui John Stewart, al 7-lea Conte de Galloway, la 18 octombrie 1851. Au avut un copil:
- Lord Edward Spencer-Churchill (28 martie 1853 – 5 mai 1911), căsătorit cu Augusta Warburton; au avut copii.